# Midnight (1939)
Midnight is een screwball comedy-film uit 1939 onder regie van Mitchell Leisen. De film werd in 1945 opnieuw gemaakt met Dorothy Lamour, onder de titel Masquerade in Mexico. Barbara Stanwyck zou officieel de rol van Eve Peabody spelen, maar moest vanwege een gebrek aan tijd vervangen worden voor Claudette Colbert.

## Verhaal
Eve Peabody, een Amerikaanse ex-showgirl, wordt door de rijke Georges Flammarion ingehuurd om zich uit te geven voor een Hongaarse gravin. Het is hierbij de bedoeling dat ze gigolo Picot uit de buurt houdt van Flammarions vrouw. Ondertussen is Tibor Czerny, een Hongaarse taxichauffeur, op zoek naar Eve, nadat hij onmiddellijk voor haar viel bij een korte ontmoeting.

## Rolverdeling
| Acteur            | Personage                  |
| ----------------- | -------------------------- |
| Claudette Colbert | Eve Peabody/Barones Czerny |
| Don Ameche        | Tibor Czerny/Baron Czerny  |
| John Barrymore    | Georges Flammarion         |
| Francis Lederer   | Jacques Picot              |
| Mary Astor        | Helene Flammarion          |
| Hedda Hopper      | Stephanie                  |